# Elmer Flick
Pour les articles homonymes, voir Flick.
Elmer Harrison Flick (né le 11 janvier 1876 à Bedford, Ohio, décédé le 9 janvier 1971 à Bedford, Ohio) était un joueur américain de baseball.

## Carrière
Natif de Bedford (Ohio), Elmer Flick rejoint les Philadelphia Phillies en 1898 pour assurer le remplacement de Sam Thompson, blessé. Il s'affirme alors comme un joueur au niveau des Ligues majeures, avec une moyenne au bâton de 0,302 et 8 coups de circuit, 13 triples et 81 points produits.
Il quitte la Ligue nationale pour rejoindre la Ligue américaine le 16 mai 1902. Il s'engage avec la franchise de Cleveland, les Bronchos, rebaptisée Cleveland Naps à partir de 1903.
Flick remporte le titre de meilleur batteur de la Ligue américaine en 1905 avec une moyenne au bâton de 0,305. Dans l'histoire de la MLB, seul Carl Yastrzemski parvient à remporter ce challenge annuel avec une moyenne inférieure : 0,301 en 1968. Flick frappe huit saisons à plus de 0,300 de moyenne et son statut est tel que Cleveland refuse en 1907 un échange proposé par les Tigers de Detroit incluant pourtant le jeune Ty Cobb, 21 ans. Dans les semaines qui suivent ce refus de transfert, Flick souffre de problèmes d'estomac, limitant ses saisons à moins de 100 matches tandis que sa moyenne au bâton plonge à 0,254 sur la période 1908-1910. Il joue son dernier match en ligue majeure le 4 juillet 1910.
Il achève sa carrière sportive en ligues mineures où il joue deux saisons (1911-1912).
Flick est élu au Temple de la renommée du baseball en 1963.

## Statistiques en carrière
| Statistiques de frappeur |            |            |      |      |     |      |     |     |    |     |     |    |     |    |       |       |       |
|                          |            |            | G    | AB   | R   | H    | 2B  | 3B  | HR | RBI | SB  | CS | BB  | SO | BA    | OBP   | SLG   |
| Totaux                   | 13 saisons | 13 saisons | 1483 | 5597 | 950 | 1752 | 268 | 164 | 48 | 756 | 330 | 0  | 597 | 0  | 0,313 | 0,389 | 0,445 |